# Dani Díaz
Daniel Díaz Gándara (Torrelavega, 22 de junio de 2006) es un futbolista español que juega de delantero para la Real Sociedad "B" de la Primera Federación.

## Biografía
Tras empezar a formarse como futbolista en las categorías inferiores de la Real Sociedad, finalmente fue convocado por el primer equipo en la temporada 2024-25, haciendo su debut el 29 de marzo de 2025 en La Liga contra el Real Valladolid tras sustituir a Take Kubo en el minuto 81.

## Clubes
| Club              | País   | Año   | Partidos | Goles |
| ----------------- | ------ | ----- | -------- | ----- |
| Real Sociedad "B" | España | 2024- | 17       | 1     |
| Real Sociedad     | España | 2025- | 1        | 0     |